# Publicacions del Departament de música de la Biblioteca de Catalunya
Publicacions del Departament de música de la Biblioteca de Catalunya („Publikationen der Musikabteilung der Biblioteca de Cataluña“) ist eine katalanische Editionsreihe mit musikalischen Werken und Abhandlungen, die von dem spanischen Musikforscher Higini Anglès (1888–1969) begründet und geleitet wurde. Sie erscheint seit 1921 in Barcelona. Die Bände 1–13 erschienen von 1921 bis 1936 unter dem Titel Publicacions del Departament de Música, Institut d’Estudis Catalans, Biblioteca de Catalunya. Die Bände 14–25 erschienen von 1951 bis 1975 unter dem Titel Publicaciones de la Secció de Música, Diputació Provincial de Barcelona, Biblioteca Central. Der erste Band enthält die Madrigale und die Missa de Difunts (Els madrigals i la Missa de Difunts) von Joan Brudieu.

## Inhaltsübersicht
- I (1921), J.Brudieu, »Els madrigals i la Missa de difunts« (alles Erhaltene);
- II (1921), eine Schrift v. H. Anglès, »Cat. dels mss. mus. de la colleccio« F. Pedrelk;
- III (1926) Joan Pau Pujol, »Opera omnia« (2. Teil s. U. VII);
- IV (1927), Joan Cabanilles, »Opera omnia«. (Fortführung s. u. VIII, XIII, XVII);
- V (1929), eine Studie v. C. Rojo u. G. Prado, »El canto mozarabe«;
- VI (3 Bde., 1931), El codex musical de Las Huelgas (Einführung v. H. Anglès, Faks. u. Ubertragung);
- VII (1932), Joan Pau Pujol … (s. o. III);
- VIII (1933), Joan Cabanilles … (s. o. IV), 2. Teil;
- IX (1933), Antonio Soler, »Sis Quintets per a instr. d'arc i orgue o clave obligat«;
- X (1935), Abh. v. H. Anglès, »La musica a Catalunya fins al s. XIII«;
- XI (1933), Juan Hidalgo, 1. Akt d. Oper Celos aun del aire matan (1662);
- XII (1935), »El villancico i la cantata del s. XVIII a Valencia«;
- XIII (1936), Joan Cabanilles … (s. o. IV), 3. Teil;
- XIV (1951), D. Terradellas, Oper La Merope;
- XV (1943), »La musica de las cantigas de Santa Maria del Rey Alfonso el Sabio«, 2. Bd., Übertragung (Abh. u. Faks. s. u. XVIII u. XIX);
- XVI (1954), M. Flecha, Las Ensaladas;
- XVII (1956), Joan Cabanilles. . . (s. o. IV), 4. Teil;
- XVIII (1958), »La musica. . . « (s. o. XV), 3. Bd., Abh. v. H. Anglès in 2 Teilen (1, »Estudio critico« nebst H. Spanke, »Die Metrik d. Cantigas«, 2, »Las melodias hispanas y la monodia lirica europea de los s. XII-XIII«);
- XIX (1964), »La musica. . . « (s. o. XV), 1. Bd., »Facsimil del codice j. b. 2 de El Escorial«.
- XX
- XXI
- XXII
- XXIII
- XXIV
- XXV
- XXVI